# Districtul Aougrout
Aougrout este un district din provincia Adrar, Algeria.